# Venera 9 e 10
Venera 9 e Venera 10 (russo: Венера-9, Венера-10) furono due sonde spaziali gemelle, appartenenti al programma sovietico per l'esplorazione del pianeta Venere.

## Le sonde
Furono lanciate rispettivamente l'8 giugno 1975 alle 2:38 ora di Greenwich e il 14 giugno alle 3:00:31 a bordo di lanciatori Proton, e avevano la missione di analizzare in modo approfondito la chimica dell'atmosfera di Venere, atterrare sulla superficie e scattare alcune foto da inviare a Terra.
Durante la discesa, la dissipazione del calore e la decelerazione sarebbero state ottenute usando una serie di gusci protettivi emisferici, tre paracadute, un aerofreno e un "cuscino" metallico deformabile a forma di ciambella, per attutire l'impatto col terreno.
Per resistere alle tremende condizioni di pressione e temperatura, all'interno dei lander, strutturati come batiscafi, era installato un sistema di raffreddamento a fluido che funzionò correttamente in entrambi i casi.
Entrambe pesavano 4936 kg, e constavano di un orbiter e di un lander del peso di 1560 kg.

### Venera 9

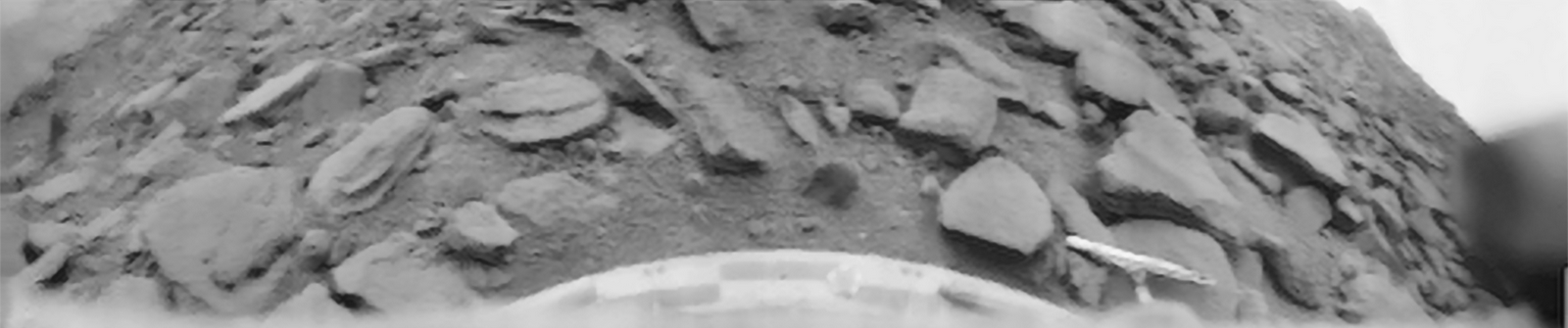
Foto del Venera 9 del 22 ottobre 1975: si trattava della prima immagine della superficie di un altro pianeta.

Il 20 ottobre 1975 il lander si separò dall'orbiter e toccò il suolo del pianeta alle 5:13 UTC del 22 ottobre, entro un raggio di 150 km da 31,01° N, 291,64° E, a circa 2 200 km dalla posizione che avrebbe preso pochi giorni dopo Venera 10.
Una volta al suolo, la sonda resistette 53 minuti, prima che la strumentazione si guastasse.
Le analisi strumentali e visive di Venera 9 scoprirono che:
- lo strato di nubi del pianeta è spesso 30-40 km e termina a circa 35 km dal livello del suolo;
- la chimica dell'atmosfera risulta particolarmente ricca di gas quali acido cloridrico, acido fluoridrico, bromo e iodio;
- è possibile confermare una pressione a terra di circa 9 MPa;
- le temperature sono di circa 485 °C;
- i livelli di luce sono paragonabili a quelli delle latitudini temperate terrestri, col cielo coperto;
- l'aria a terra è priva di formazioni polverose, e la visione è nitida.

La sonda atterrò in una regione coperta di piccole rocce (30-40 cm di diametro) non erose, come si evince dalle immagini in bianco e nero che inviò: peraltro, se da un lato fu possibile capire che davanti alla sonda le rocce non presentavano segni di erosione (evidentemente a causa della mancanza di vento, che sulla superficie è quasi del tutto assente), non fu possibile stabilire cosa ci fosse dietro di essa: uno dei due copriobiettivo non si aprì a causa della pressione, limitando la capacità delle due fotocamere panoramiche a soli 180°.

### Venera 10
Orbiter e lander di Venera 10 si separarono il 23 ottobre 1975 e quest'ultimo toccò il suolo alle 5:17 UTC del 25 ottobre, resistendovi per 65 minuti.
Il punto d'atterraggio, stimato entro 150 km da 15,42° N, 291,51° E, era a circa 2200 km dalla gemella, ma l'insieme di immagini non mostrò sostanziali differenze da quelle prese da Venera 9: era possibile notare lo stesso insieme di rocce laviche di piccole dimensioni, con minimi o assenti segni di erosione.
Come per Venera 9, uno dei due copriobiettivo delle fotocamere non si aprì e le immagini si riferirono a un solo lato della sonda.

## Il primato
Le sonde scrissero un nuovo capitolo nella storia dell'astronautica, essendo rispettivamente il primo e il secondo oggetto costruito dall'uomo capace di inviare foto della superficie di un altro pianeta del sistema solare dopo esservi atterrate.
La bontà dei risultati ottenuti con esse mostrarono al mondo che l'agenzia spaziale sovietica stava avendo un successo di gran lunga più impressionante con i lander su Venere che con quelli su Marte: una considerazione a tal merito viene probabilmente dal fatto che l'atterraggio di un lander richiede, pur paradossalmente, meno calcoli e meno attenzioni su un pianeta con un'atmosfera molto spessa e molto densa, rispetto a un pianeta dotato di gas rarefatti e di poco spessore.